# Fuji (film)
Fuji is een experimentele korte animatiefilm uit 1974 geregisseerd door Robert Breer. De film werd opgenomen vanuit een Japanse trein die langs de vulkaan Fuji gaat. Breer bewerkte de film vervolgens na met een animatietechniek. In 2002 werd de film opgenomen in de National Film Registry.